# Servon-sur-Vilaine
Servon-sur-Vilaine (bret. Servon) – miejscowość i gmina we Francji, w regionie Bretania, w departamencie Ille-et-Vilaine.
Według danych na rok 1990 gminę zamieszkiwały 2494 osoby, a gęstość zaludnienia wynosiła 163 osoby/km² (wśród 1269 gmin Bretanii Servon-sur-Vilaine plasuje się na 235. miejscu pod względem liczby ludności, natomiast pod względem powierzchni na miejscu 654.).